# Goldin Finance 117
Goldin Finance 117, também conhecido como China 117 Tower, é um arranha-céu em construção na cidade Tianjin, China, com 597 metros (1 959 pés). Ao ser completado em 2020 tornar-se-á o sétimo edifício mais alto do mundo.